# Agrioceros
Agrioceros is een geslacht van vlinders van de familie grasmineermotten (Elachistidae).

## Soorten
- A. hypomelas (Diakonoff, 1966)
- A. magnificella (Sauber, 1902)
- A. neogena (Diakonoff, 1966)
- A. platycypha Meyrick, 1928
- A. subnota Diakonoff, 1966
- A. zelaea Meyrick, 1906